# Helipterum heteranthum
Helipterum heteranthum là một loài thực vật có hoa trong họ Cúc. Loài này được Turcz. mô tả khoa học đầu tiên.